# بییامیل د تلدو
بییامیل د تلدو (به اسپانیایی: Villamiel de Toledo) یک شهرستان در اسپانیا است که در استان تولدو واقع شده‌است.

## خصوصیات
بییامیل د تلدو ۴۲ کیلومترمربع مساحت و ۷۵۳ نفر جمعیت دارد و ۴۸۵ متر بالاتر از سطح دریا واقع شده‌است.